# Gunung Tiga (Muaradua)
Gunung Tiga is een bestuurslaag in het regentschap Ogan Komering Ulu Selatan van de provincie Zuid-Sumatra, Indonesië. Gunung Tiga telt 1392 inwoners (volkstelling 2010).